# IAI Nammer
IAI Nammer (נמר "Leopard", lahko tudi "Tiger") je bil prototipni večnamenski lovec, ki so ga razvijali Izraelu v poznih 1980ih in na začetku 1990ih. Nammer je zasnovan na podlagi Kfirja, le-ta sam izhaja iz francoskega lovca Dassault Mirage 5. Prvi let Nammerja je bil 21. marca 1991. 
Kasneje so Nammerja in Lavi-ja preklicali. 

## Specifikacije (okvirne)
- Posadka: 1 pilot
- Dolžina: 16,00 m (52 ft 6 in)
- Razpon kril: 8,22 m (27 ft 0 in)
- Višina: 4,55 m (14 ft 11 in)
- Površina kril: 34,8 m2 (375 ft2)
- Gros teža: 16511 kg (36400 lb)
- Motor: 1 × 80–90 kN (18000–20000 lbf) potiska

- Maks. hitrost: Mach 2,2
- Dolet: 1382 km (859 milj)
- Višina leta (servisna): 17700 m (58000 ft)

- Orožje: 2x 300 mm DEFA topova, do 6270 kg bomb